# Van den wapen Kristi
Van den wapen Kristi ist ein niederdeutsches Passionsgedicht des 15. Jahrhunderts, das zur Andacht dient. Überliefert ist das Stück im Fragment 22 der Stadtbibliothek Braunschweig.
Das Gedicht umfasst sieben Strophen, dem eigentlichen Text steht ein unvollständiges, gereimtes Reuegebet voran. In drei Strophen, deren Mittelpunkt der Titulus mit der Inschrift INRI bildet, werden die Leidenswerkzeuge gepriesen. Der Titulus wird mit smaragdfarbenen Kreuz dargestellt. Danach wird erzählerisch die Kreuzigung Christi behandelt sowie die Grablegung und der Abstieg Christi in die Unterwelt. Christus wird bewusst heroisch dargestellt.